# 한국사 교과서 국정화 논란
한국사 교과서 국정화 논란은 2015년 대한민국에서, 박근혜 정부의 한국사 교과서 국정화를 놓고 생긴 논란이다. 고려대학교 역사 계열 학과 교수진 등 2015년 10월 28일 현재 70여개 대학 사학계 교수들이 국정화 교과서 집필을 거부하고 각 학교 대학생들은 국정화 반대 대자보 붙이기 운동을 벌이는 등 국정화 반대 움직임이 확산되고 있다. 그 밖에 정치권에서는 야당인 더불어민주당, 정의당, 시민단체, 진보단체 등 야권에서는 국정화 반대 입장을 보이고 있다. 10월 27일 박근혜 당시 대통령은 국회 시정연설에서 역사교과서 친일·독재 미화 기술이 들어갈 것이 없을 것이며, 만약 들어간다면 대통령 자신부터 좌시하지 않을 것이라고 주장하였다. 그러나 이후 먼저 나온 초등학교 국정교과서에서 우려했던 내용이 사실로 드러나 문제가 되고 있다. 문재인 정부에서 국정교과서 폐기를 결정하면서 논란이 종료되었다.

## 교육부

### 교육부가 검정한 교과서가 좌편향
교육부는 국정화 선언 이후 현재의 역사 교과서들이 좌편향되었다고 주장 하고 있다. 하지만 좌편향되었다는 그 교과서들을 검정에서 합격시킨 주체가 교육부라는 점에서 이중적 행태라는 비판이 제기되고 있다. 교육부는 2014년 1월 내놓은 보도자료에서 한국사 교과서 8종의 오류와 서술 내용 2,250건을 수정해 승인했다고 밝히면서 학생들의 올바른 역사 인식 형성에 도움을 줄 것이라고 했으나 1년 9개월이 지나 같은 교과서에 대해 완전히 상반된 입장을 밝히고 있다. 교육부 장관 황우여는 2015년 10월 12일 "이념적 편향성 논란을 불러일으키는 내용에 대해 교육부는 입장을 바꾼 이유에 대해 명확한 답변을 내놓지 못하고, 집필진의 소송과 이념 논란이 잇따라 발행 체제 전환이 불가피하다는 입장만 되풀이했다. 이러한 행태는, 교과서를 정치적으로 공격하려다 자기모순에 빠졌다는 비판을 받고 있다.

### 반대는 정치 중립 위반, 찬성은 표현의 자유
교육부는 국정화 반대선언에 참여한 교사에 대해 공무원의 정치적 중립과 집단행위 금지 등을 위반했다는 이유로 징계 방침을 밝혔다. 반면 국정화 지지 입장을 공개적으로 표명하고 집회를 연 교사들에 대해서는‘표현의 자유’를 인정할 수 있다고 밝혔다. 한국일보의 취재에 대해 교육부 관계자는 “정치 중립성 여부를 판단하는 것은 우리(교육부)의 소관”이라고 말했다. 이런 입장에 대해 한국일보는 '자의적'이라고 비판했다. 김승환 전라북도 교육감도 과거 유신헌법 개정안 찬반투표 때도 '찬성, 반대 등 어떠한 의사표현도 하지 마라'고 해놓고 반대만 억압한 것의 재판이라며 국정 교과서 반대 교사들을 징계해야 한다면 찬성 선언에 참여한 교사들도 동등한 기준에서 처리하겠다는 입장을 내비쳤다. 이에 대해 교육부 홍보담당관 남궁양숙은 교육부에서 전교조의 국정화 반대 시국선언에 대하여 엄정 대응방침을 밝힌 이유는 국정화 반대 입장을 표명했기 때문이 아니라 시국선언의 내용이 교원의 정치적 중립성을 침해하였기 때문이라면서 공무원인 교원이 정치적 중립성을 위반하였는지에 대한 판단은 국정화 찬반 여부 정파성을 드러내는지 여부에 따라 결정된다는 입장을 밝혔다.

### 박근혜의 과거 발언
박근혜 대통령이 야당 대표 시절 "어떤 경우든지 역사에 관해서 정권이 재단하려고 해서는 안 된다"고 여러 차례 강조했던 것으로 밝혀졌다. 2005년 1월, 당시 야당이었던 한나라당 대표시절 신년기자회견을 통해 당시 정부가 한·일협정 관련 문서를 일부 공개하면서 박정희 정부의 굴욕적인 대일협상으로 일제하 징용자 등 피해 당사자들의 청구권이 박탈당했다는 비판이 확산되자 정부의 문서 공개를 비판했다. 박근혜 당시 대표는 한·일협정 관련 문서 공개 다음날인 1월 18일 한나라당 운영위원회 직후 기자들을 만난 자리에서 "역사를 정치적으로 다루려고 하면 자신의 잣대로 편리하게 평가하려는 유혹들이 많지 않겠냐"며 "그렇게 되면 국민들도 의혹의 시선을 가질 수 있으므로 역사는 역사가가 평가하도록 해야 한다"고 말했다. 다음날에는 신년 기자회견을 열고 "정부와 여당에서 하는 일이 언론이나 국민에게 의혹을 사게 된다면 정부로서는 손해나는 일"이라며 "역사에 관한 일은 국민과 역사학자의 판단이라고 생각한다"고 거듭 강조했다. 박근혜 당시 대표는 “"어떤 경우든지 역사에 관해서 정권이 재단하려고 해서는 안 된다"며 "역사를 다루겠다는 것은 정부가 정권의 입맛에 맞게 하겠다는 의심을 받게 되고 정권 바뀔 때마다 역사를 새로 써야 한다는 얘기가 된다"”고 했다. 그러면서 "역사 문제는 전문가 역사학자들에게 맡겨서 평가하게 하는 것이 합리적인 방법"이라고 했다. 이처럼 야당 대표 시절 "정권이 역사를 재단해선 안 되고 국민과 역사학자의 판단에 맡겨야 한다"고 말한 박근혜가 자신의 발언을 정면으로 뒤집고 "올바른 역사교과서를 만들기 위해 정부가 노력하고 있다"고 말하는 것은 이율배반적이라는 지적이 나온다.

## 찬성
- 기독교 우파 성향의 "한국 기독교 역사교과서 공동대책 위원회"는 국정화를 지지한다며 기자회견에서 선언.[11]
- 탈북단체 연합도 국정화 지지를 표명하고 관련 추진 지지 세미나를 개최한다고 밝혔다.
- 어버이연합나 박사모 등 극우 단체 회원들은 국정화 지지를 표명하고 관련 기자회견을 진행했다.[12]
- 보수성향의 일부 언론인 "좌편향된 교과서를 바로잡는 좋은 기회"라며 지지 칼럼.
- 6명등의 교수, 국정화 지지표명

## 반대
- 국정화 예고 발표 날, 2015년 10월 12일, <한국사 교과서 국정화 결정 규탄 및 철회를 요구하는 역사학도(학부생,대학원생,졸업생) 긴급 공동선언> 기자회견.[13][14][15]
- 국정화 발표 직후, 서울대 소속 382명의 역사학과 교수들이 국정 교과서 집필 불참을 선언하며 반대표명.
- 국정화 발표 직후, 서울대 총학생회 국정교과서 반대선언
- 서울대학교 총회, 대학원 총회 등 18개 단체는 한국사 교과서 국정화 저지 서울대 네트워크를 결성, 국정화 반대를 위하여 민중 총궐기 집회 참가를 독려.[16]
- 고려대 교수 160명 기자회견 통해 국정화 반대 의지 표명.[17]
- 교대, 사범대 학생 한국사 국정교과서 전환을 반대하는 예비교사 성명.[18]
- 초등교사 1368명, 한국사 교과서 국정화 중단 요구[19]
- 서울대, 고려대 외 전국 70개 대학 역사학과 교수들, 국정 교과서 반대 및 집필거부 선언.
- 전국교직원노동조합, “한국사 교과서 국정화는 유신 회귀를 꾀하는 ‘역사쿠데타’로 규정하고 시국선언.
- 국정화 확정 고시 다음 날, 2015년 11월 4일, <정부는 역사에 대한 무례를 사죄하고 역사교과서 국정화 확정안을 폐기하라> 전국 역사학도 네트워크 시국선언 기자회견.[20]
- 일본중앙대학 요시미 요시아키교수, 일본 사이타마(埼玉)학원대 일본사 연구자인 후쿠토 사나에(服藤早苗) 명예교수등은 한국 국정화 교과서에 대한 의견에 "태평양 전쟁시의 일본이 떠오른다"며 이에 대해 반대 의견.[21]
- 광주, 전남등의 시민단체, 교육계는 국정화에 대해 거센 반발.
- 의사학회에 이어 보건의료계 학생 600여명 반대 서명 운동, 의대교수·의대생도 역사교과서 국정화 반대 동참.[22]
- 김지철 충남 교육감, 이재정 경기 교육감, 장휘국 광주 교육감 등 다수 교육감의 반대의견 제시.
- 민주사회를 위한 변호사 모임은 국정화 저지를 위하여 위헌소송도 가능하다는 의견. 605명의 변호사와 교수등은 교과서 국정화가 '위헌적 결정'이라고 주장.[23][24]
- 미국 시카고대 브루스 커밍스 석좌교수가 역사교과서 국정화에 대해 "바보같은 계획, 아베, 푸틴과 다름이 없다"고 반대의견.[25]
- 479개의 시민단체등에서 국정화 반대표명.
- 미국 뉴욕타임스는 11월 19일 사설을 통해 "박근혜 대통령이 민주주의적 자유를 퇴행시켜려고 하는 것처럼 보여 우려스럽다, 역사교과서 국정화가 박정희 전 대통령에 대한 이미지를 복원시키기 위한 것으로 보인다"는 의견등으로 비판.[26]
- 대부분의 기독교 단체는 교과서 국정화에 반대하는 입장이다. 한국기독교교회협의회, 대한예수교장로회 통합 총회, 한국기독교장로회, 기독교대한복음교회, 한국복음주의교회연합 등은 반대입장의 성명서를 발표했다.[27] 대한성공회는 성직자원 총회에서 "매우 위험스런 파시스트적 발상"이라며 비판하는 성명을 발표했다.[28] 기독교 교사 1017명은 자신들의 실명 명단과 함께 "역사교과서 국정화를 반대하는 기독교사 실천선언" 선언문을 발표했다.[29]

## 관련 사건

### 비밀 TF 운영논란
교과서 국정화 고시 전에 예비비를 동원해 비밀TF를 운영한 것이 논란이 되고있다.

### 최몽룡 논란
교과서 국정화 확정 이후 상고사 분야 대표집필자로 최몽룡 서울대 명예교수가 선정되었다. 최몽룡의 제자들은 최 교수가 국정교과서 집필진 참여를 재고해 줄 것을 요청하는 운동을 벌였다. 최몽룡 교수는 제자들의 만류에도 불구하고 국정교과서 대표집필자로 참여하기로 했다. 최교수가 국사편찬위원회 기자회견에 나오지 않자 최교수 집에 일부 기자들이 방문해 인터뷰를 요청했는데, 제자들과 잔치를 열고 있던 최교수가 기자들을 불러 인터뷰를 마치고 술을 마시던 중 기자에게 부적절한 행동을 하는 사건이 일어났다. 피해 여기자들은 최교수가 신체 접촉을 하고 성적인 농담까지 했다고 밝혔다. 최몽룡 교수는 대표 집필진에서 사퇴하였다.

### 대경상업고 교사 논란
대경상업고에서 근무하는 교사가 동료교사에게 보낸 메시지가 언론에 공개되면서 이 교사가 국정교과서 집필진임이 알려졌다. 언론에서 보도한 바에 의하면 이 교사는 상업을 9년간 가르쳤고 한국사는 올해 처음으로 가르쳤다고 한다. 이 사실은 많은 사회적 논란을 일으켰고 나머지 집필진의 능력이나 자질도 의심을 받게 했다. 결국 이 교사는 국정교과서 집필진에서 자진사퇴하였다.

## 주요 관련 인물
- 박근혜: 당시 대통령
- 황교안: 당시 국무총리
- 황우여: 당시 부총리 겸 교육부 장관
- 이영: 당시 교육부 차관
- 김동원: 당시 교육부 학교정책실장
- 김정배: 당시 국사편찬위원장
- 김무성: 당시 새누리당 대표
- 문재인: 당시 더불어민주당 대표
- 신형식: 국정 한국사 교과서 대표 집필자
- 이종배: 국회의원 (역사교과서 국정화 찬성)[35]
- 도종환: 국회의원 (역사교과서 국정화 반대)(의안번호:2000956 ,역사교과용도서의 다양성 보장에 관한 특별법안의 대표발의자)[36]

## 같이 보기
- 2015 개정 교육과정
- 교학사
- 민중총궐기
- 문명고등학교: 2017년 국정 역사교과서를 채택한 유일한 학교